# Análisis pinch
El análisis pinch (en inglés Pinch Analysis, o literalmente, análisis de "pellizco"), también llamado método pinch de diseño de procesos o tecnología pinch, es una metodología para optimizar la recuperación energética en un proceso químico industrial, minimizando la inversión de capital.
Como fue conceptualizado inicialmente a finales de la década de 1970 por Linnhoff y Vredeveld, este análisis cuantifica los servicios que existen en una planta industrial (vapor, agua, y en general los servicios de calentamiento y enfriamiento), y los analiza frente a las necesidades de intercambio de calor de la planta.
A través de un diseño correcto de la red de intercambiadores de calor, el análisis pinch indica de qué modo se pueden aprovechar aquellas corrientes calientes y frías de una planta, para intercambiar calor entre ellas, minimizando así el uso de servicios de calentamiento o enfriamiento.
El procedimiento incluye diferentes pasos. Inicialmente se determina la temperatura Pinch y el requerimiento mínimo de enfriamiento y calentamiento estableciendo las curvas compuestas o la tabla de problemas. El diseño de la red de intercambiadores de calor permite situar los intercambiadores dentro del proceso.
La metodología Pinch tiene las siguientes ventajas:
- Es una metodología sistemática para el diseño integrado de plantas de proceso
- Identifica el mínimo consumo de energía necesario
- Permite considerar diferentes opciones de diseño
- Considera al mismo tiempo el coste de energía y de capital
- Se puede aplicar en plantas de proceso nuevas o ya existentes.

Durante las dos décadas siguientes, ésta metodología fue aplicada posteriormente a procesos de transferencia de masa, recuperación de hidrógeno y diseño de procesos de destilación. El resultado fue el desarrollo de una de las principales metodologías de diseño de procesos industriales de finales de siglo.

## Bases teóricas
Ejemplo:
- Se tiene la corriente de producto A, la cual debe enfriarse para poder ser procesada posteriormente. La temperatura debe bajar de 200 °C a 100 °C. En un diseño normal, esta operación implica gastar agua de enfriamiento para satisfacer esta necesidad.
- Por otro lado, la corriente B necesita calentarse para su proceso. Su temperatura debe subir de 80 °C a 200 °C. En un diseño normal, esta operación requeriría de un gasto de vapor para este calentamiento.
- Si en vez de usar los servicios de agua y vapor para estas operaciones, se reúne dentro de un mismo intercambiador de calor a las corrientes A y B (el calor de A calienta a B, mientras A se va enfriando), se ahorra gran parte del vapor, y casi toda el agua de enfriamiento.

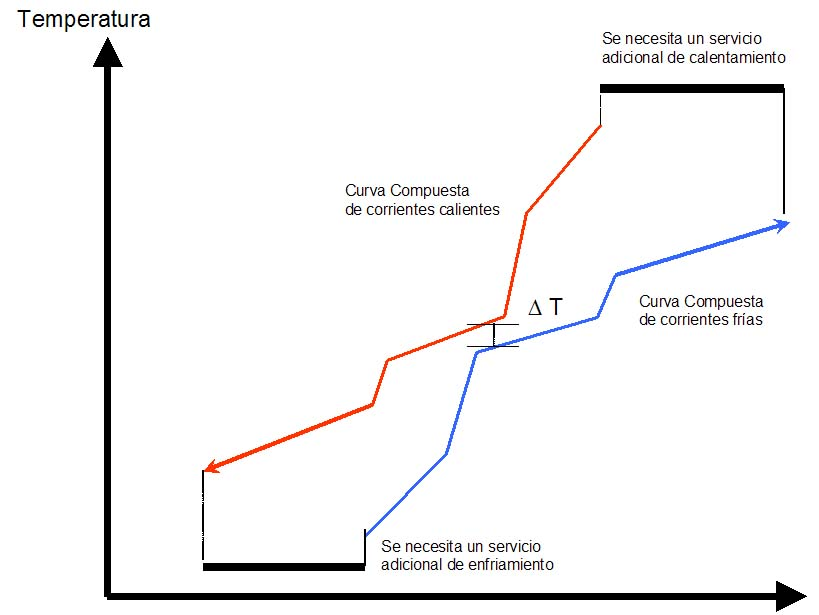
Curvas compuestas.

En este ejemplo, no es posible llegar a un 100% de ahorro de servicios ya que la primera ley de la termodinámica no lo permite. Sin embargo, el ahorro en costo de operación puede ser sustancial. En el ejemplo, esta ley nos pide un gradiente mínimo de temperaturas entre las dos corrientes para que pueda haber transferencia de calor entre ellas (ΔT mínima). A este valor de ΔT se le conoce como el "punto de pinch", ya que es la región más próxima entre las dos corrientes. El valor del pinch es un grado de libertad del diseñador, que debe considerar que a menor valor de pinch se tendrá mayor recuperación energética y mayor inversión de capital en intercambiadores de calor; y viceversa.
El número de corrientes frías y calientes que se puede usar en este análisis es infinito. Cuando se trabaja con múltiples corrientes, la metodología pinch propone la creación de una curva compuesta que combina todas las corrientes a enfriar (curva caliente), y una curva compuesta que combina todas las corrientes a calentar (curva fría). Estas dos curvas compuestas se pueden manejar de la misma forma para determinar el punto de pinch, y calcular con base en éste el gasto de operación (servicios) y el costo de capital (número de intercambiadores implicado).
El uso de este análisis permite, pues, diseñar la red de intercambio de calor que más economía va a representar, inclusive antes de comenzar la inversión en el equipo.